# Polyadenylierung

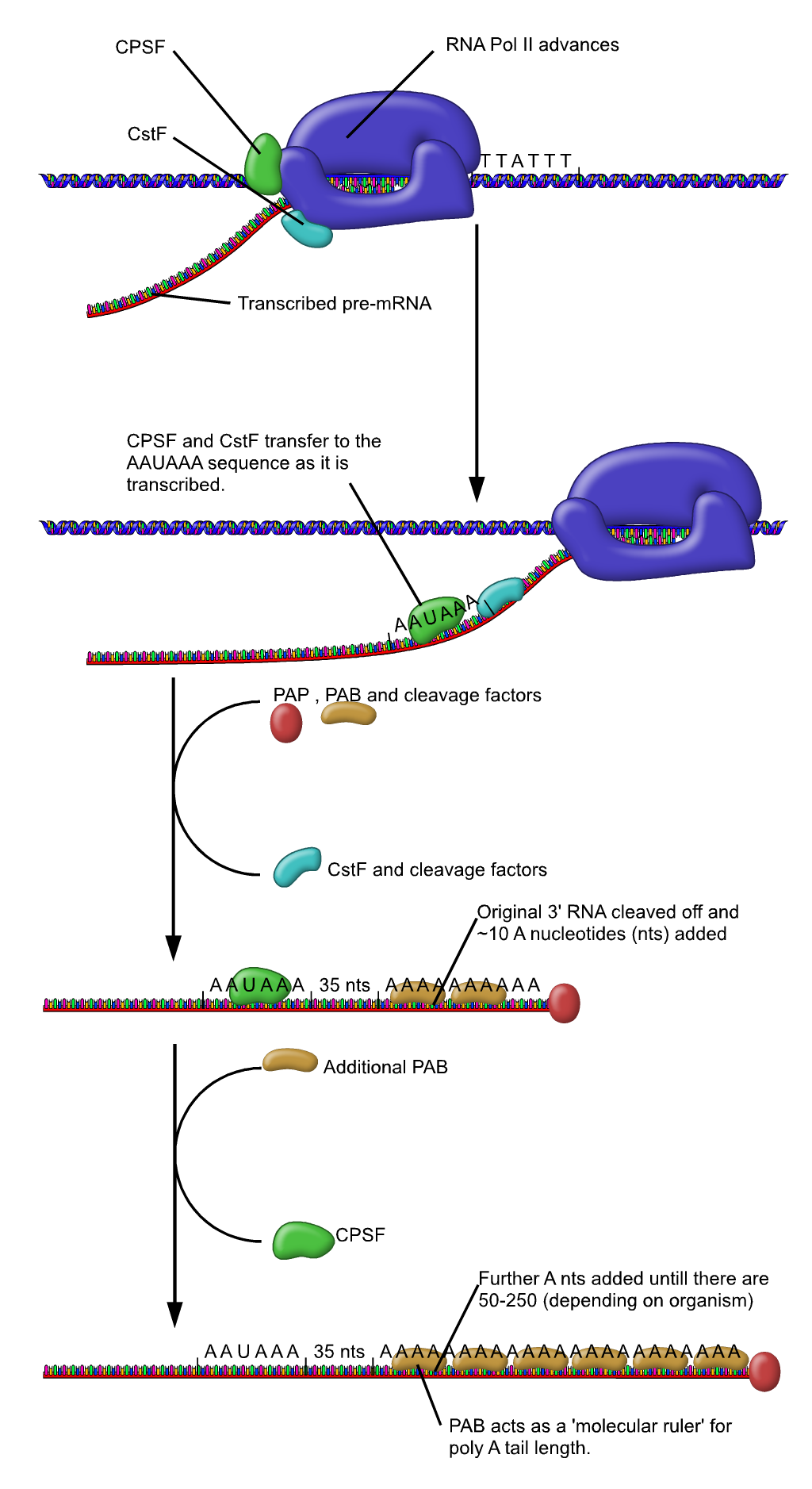

Als Polyadenylierung bezeichnet man das Anhängen von Adenin-Nukleotiden, den sogenannten Poly(A)-Schwanz, an das 3′-Ende eukaryotischer (auch viraler) prä-mRNA durch das Enzym Poly(A)-Polymerase. Die Polyadenylierung ist, genau wie das Splicing, eine posttranskriptionale Modifikation der eukaryotischen prä-mRNA.
Der Poly(A)-Schwanz wird nicht durch die DNA codiert, sondern von dem Enzym Poly(A)-Polymerase während der Prozessierung der prä-mRNA (hnRNA) im Zellkern an das 3′-Ende der prä-mRNA angeknüpft. 
Die prozessierte mRNA wird als Poly(A)+-mRNA bezeichnet. Die Länge des Poly(A)-Schwanzes variiert dabei von Organismus zu Organismus (Bäckerhefe etwa 80 Nukleotide, bei Säugetieren etwa 250 Nukleotide). 
An der Polyadenylierung sind viele Proteine beteiligt, so z. B. das multimere Protein CPSF (cleavage and polyadenylation specificity factor), welches das Polyadenylierungssignal (5'…AAUAAA…3′) erkennt. Das Poly(A)-Bindungsprotein (PABPN1) bindet während der Synthese an den wachsenden Poly(A)-Schwanz. Der Poly(A)-Schwanz verkürzt sich mit fortschreitendem Alter des mRNA-Moleküls immer weiter und reguliert dessen Halbwertszeit. 
Die Funktionen des Poly(A)-Schwanzes sind noch nicht vollständig erforscht, sicher sind aber eine Erhöhung der Stabilität der mRNA durch Schutz vor Abbau sowie eine Erhöhung der Translatierbarkeit. Der Poly(A)-Schwanz wird von dem Poly(A)-Bindeprotein (PABP) besetzt und ist notwendig für die Initiation der Translation.  
Ein 7-Methylguanosin-Nukleotid (CAP-Struktur) bindet am 5'-Ende und schützt ebenfalls vor  einem Abbau. 
Am Abbau eukaryotischer mRNA ist ein Proteinkomplex, welcher als Exosom bezeichnet wird, beteiligt.